# Ormosia saxatilis
Ormosia saxatilis är en ärtväxtart som beskrevs av Kai Min Lan. Ormosia saxatilis ingår i släktet Ormosia och familjen ärtväxter. Inga underarter finns listade i Catalogue of Life.